# Яма (озеро)
Я́ма — озеро в России, располагается в 6 км юго-западнее села Чекан на территории Азнакаевского района Республики Татарстан.
Представляет собой водоём карстового происхождения, находящийся в Восточном Закамье на водоразделе двух левых притоков реки Ик. Озеро имеет продолговатую форму, длиной 190 м и с максимальной шириной в 75 м. Площадь водной поверхности озера составляет 1,12 га. Максимальная глубина достигает 2,5 м, средняя глубина равняется примерно 1 м. Уровень уреза воды находится на высоте 128 м над уровнем моря.